# Page 2 - A Collection of Her Most Famous Songs
| Recensione | Giudizio |
| ---------- | -------- |
| AllMusic   |          |

Page 2 - A Collection of Her Most Famous Songs è un album discografico di Patti Page, pubblicato dalla casa discografica Mercury Records nel maggio del 1957.

## Tracce

### LP
Lato A
1. It All Depends on You – 2:10 (Buddy DeSylva, Lew Brown, Ray Henderson) – Registrato il 23 ottobre 1952 al Fine Recording Studio di New York
2. When You're Smiling – 1:40 (Mark Fisher, Joe Goodwin, Larry Shay) – Registrato il 27 febbraio 1953 al Fine Recording Studio di New York
3. You're Driving Me Crazy – 2:50 (Walter Donaldson) – Registrato il 23 dicembre 1953 al Fine Sound Studio di New York
4. My Ideal – 2:26 (Leo Robin, Newell Chase, Richard A. Whiting) – Registrato il 23 dicembre 1953 al Fine Sound Studio di New York
5. I Still Get a Thrill – 2:46 (Benny Davis, J. Fred Coots) – Registrato il 23 dicembre 1953 al Fine Sound Studio di New York
6. Rockin' Chair – 2:48 (Hoagy Carmichael) – Registrato il 23 dicembre 1953 al Fine Sound Studio di New York

Lato B
1. Just One More Chance – 2:58 (Sam Coslow, Arthur Johnston) – Registrato il 23 dicembre 1953 al Fine Sound Studio di New York
2. When Your Lover Has Gone – 2:41 (Einar Aaron Swan) – Registrato il 21 dicembre 1954 al Fine Sound Studio di New York
3. Penthouse Serenade – 3:02 (Will Jason, Val Burton) – Registrato il 23 dicembre 1953 al Fine Sound Studio di New York
4. Paradise – 2:27 (Nacio Herb Brown, Gordon Clifford) – Registrato il 23 dicembre 1953 al Fine Sound Studio di New York
5. Sweet and Lovely – 2:52 (Gus Arnheim, Harry Tobias, Jules Lemare (Charles N. Daniels)) – Registrato il 21 dicembre 1953 al Fine Sound Studio di New York
6. I'll Never Be the Same – 2:48 (Gus Kahn, Matty Malneck, Frank Signorelli) – Registrato il 21 dicembre 1953 al Fine Sound Studio di New York

- Brano It All Depends on You durata brano non indicato sul vinile originale, ricavato dall'album del 1965, The Nearness of You (Mercury Records, MG 20952)

## Musicisti
- Patti Page – voce
- Jack Rael – conduttore orchestra
- Jack Rael's Orchestra – componenti orchestra non accreditati